# Зобер
Зобер, Зубір, Зубер (*кін. I ст. до н. е. —поч. I ст. н. е.) — цар Кавказької Албанії.

## Життєпис
Ймовірно був сином царя Козіса або Оройса. Близько 38/37 року до н. е. стає правителем Кавказької Албанії. У 36—34 років до н. е. боровся проти римських військ на чолі із Публієм Канідієм Крассом, проконсула Марка Антонія.
Правив до початку I ст. н. е. Йому спадкував Арран.